# Čičoka
Čičoka (gomoljasti suncokret, slatki krumpir, topinambur, lat. Helianthus tuberosus), vrsta je suncokreta udomaćena u istočnoj Sjevernoj Americi.
Botanički pripada obitelji glavočika (Asteraceae – Compositae). Biljka se zbog jestivog i ljekovitog gomoljastog korijena danas kultivira širom svijeta, a američki su je Indijanci uzgajali i prije dolaska europskih doseljenika. Samuel de Champlain je prvi istraživač koji je opisao i prenio čičoku u Francusku 1609. Stabljika čičoke (ovisno o vrsti i uvjetima rasta) može dosegnuti visinu i od 5 m. Biljka u Hrvatskoj cvate najčešće u 9. i 10. mjesecu žutim cvjetovima promjera od 3 do 8 cm. Gomolji mogu varirati bojom, formom, veličinom i vremenom dozrijevanja.
Razmnožava se isključivo vegetativno, dakle gomoljima. Oni sadrže inulin, a složenim procesima inulin se pretvara u fruktozu te se zbog toga gomolji preporučaju za prehranu dijabetičara. Postoji mnoštvo kultiviranih sorti koje se komercijalno uzgajaju, a razlikuju se po boji gomolja na bijele, ružičaste i žute (po nekim podacima oko 300 sorata). U Rusiji su uzgojeni i hibridi čičoke i suncokreta.  
Silaža stabljika i listova koristi se u nekim državama kao krma u prehrani stoke. 
Od europskih zemalja na većim površinama uzgaja se u Njemačkoj, Austriji, Francuskoj, Slovačkoj, a u posljednje vrijeme i u Srbiji. Gomolji se prvenstveno koriste u farmaceutskoj industriji kod proizvodnje različitih ljekovitih pripravaka, za ekstrakciju inulina te za prozvodnju bioetanola.
U Hrvatskoj raste i u podivljaloj formi, primjerice uz Savu oko Zagreba. Ubraja se u invazivne vrste.

## Sastav
Gomolji sadrže do 3 % bjelančevina, mineralne soli, 16 – 18 % inulina, 2,5 – 3,5 % fruktoze, mikroelemente, 2 – 4 % dušičnih tvari. Sadrže vitamin B1, vitamin B2 (oko 1,9 mg/kg), Vitamin PP (oko 18,8 mg/kg), vitamin C i karotin te kolin (oko 2518 mg/kg). Također su bogati mineralnim tvarima: kalijem (47,7 %), fosforom (3,7 %), silicijem (10,0 %), željezom (3,7 %) i kalcijem (3,3 %).Zelena lisna masa također je  bogata  vitaminima i bjelančevinama (B2 1,75 mg/kg, PP 8,3 mg/kg,karotin 60 – 80 mg/kg,askorbinska kiselina oko 900 mg/kg,kolin (oko 950 mg/kg)te 9 – 12,5 % suhe tvari bjelančevina).

## Uporaba za jelo
Gomolji se konzumiraju sirovi, kuhani, prženi i pirjani, a od njih pripremaju se i salate, voćni napici, čaj, kava te kvas, rusko bezalkoholno piće od raženog kruha. Osim toga, čičoka se može i sušiti. Prženi gomolj ima okus poput slatkog prženog krumpira. Priprema se i čips od čičoke. Za razliku od krumpira, iskopana čičoka ne može stajati duže vrijeme. Zamrznuti gomolji dobivaju slatki okus, jer se tijekom hidroliznog raspadanja inulina stvara fruktoza. U SAD-u se iz gomolja priprema dijetalna zamjena za kavu, slično cikoriji.
Mladi nježni listovi te latice cvjetova također se smatraju jestivima.

## Ljekovitost
Čičoka ima širok spektar terapijskog djelovanja: imunostimulirajuće, sedativno, tonificira, aterosklerotično, hipoglikemičko, laksativno. Ulje čičoke stabilizira šećer i kolesterol, kao i metabolizam, uklanja radionukleide, potiče regeneraciju tkiva i normalizira crijevnu mikrofloru, hranjiva je podloga i građevinski materijal za epitel crijeva te povećava imunitet i hemoglobin, povećava apsorpciju kalcija i magnezijevih iona koja je važna za prevenciju osteoporoze, smanjuje apetit i time pridonosi brzoj zasićenosti tijela hranom. Infuzija i dekokt imaju laksativni učinak, eliminiraju zatvor, bolove u trbuhu,  smanjuje bore. Učinkovito zadovoljava potrebu za ugljikohidratima i ne povećava razinu glukoze u krvi i stimulira proizvodnju inzulina, sprječava pretilost i taloženje soli, neutralizira toksine i teške metale.

## Vanjske poveznice
- Gastro.hr - Čičoka  Arhivirana inačica izvorne stranice od 31. listopada 2013. (Wayback Machine) (hrv.)
- PFAF database Helianthus tuberosus  Arhivirana inačica izvorne stranice od 31. svibnja 2012. (Wayback Machine) (engl.)